# Philodromus cayanus
Philodromus cayanus este o specie de păianjeni din genul Philodromus, familia Philodromidae, descrisă de Wladyslaw Taczanowski în anul 1872.
Este endemică în French Guiana. Conform Catalogue of Life specia Philodromus cayanus nu are subspecii cunoscute.